# Monte Alegre de Sergipe
Monte Alegre de Sergipe est une municipalité brésilienne située dans l'État du Sergipe.